# Borgo Trento (Verona)

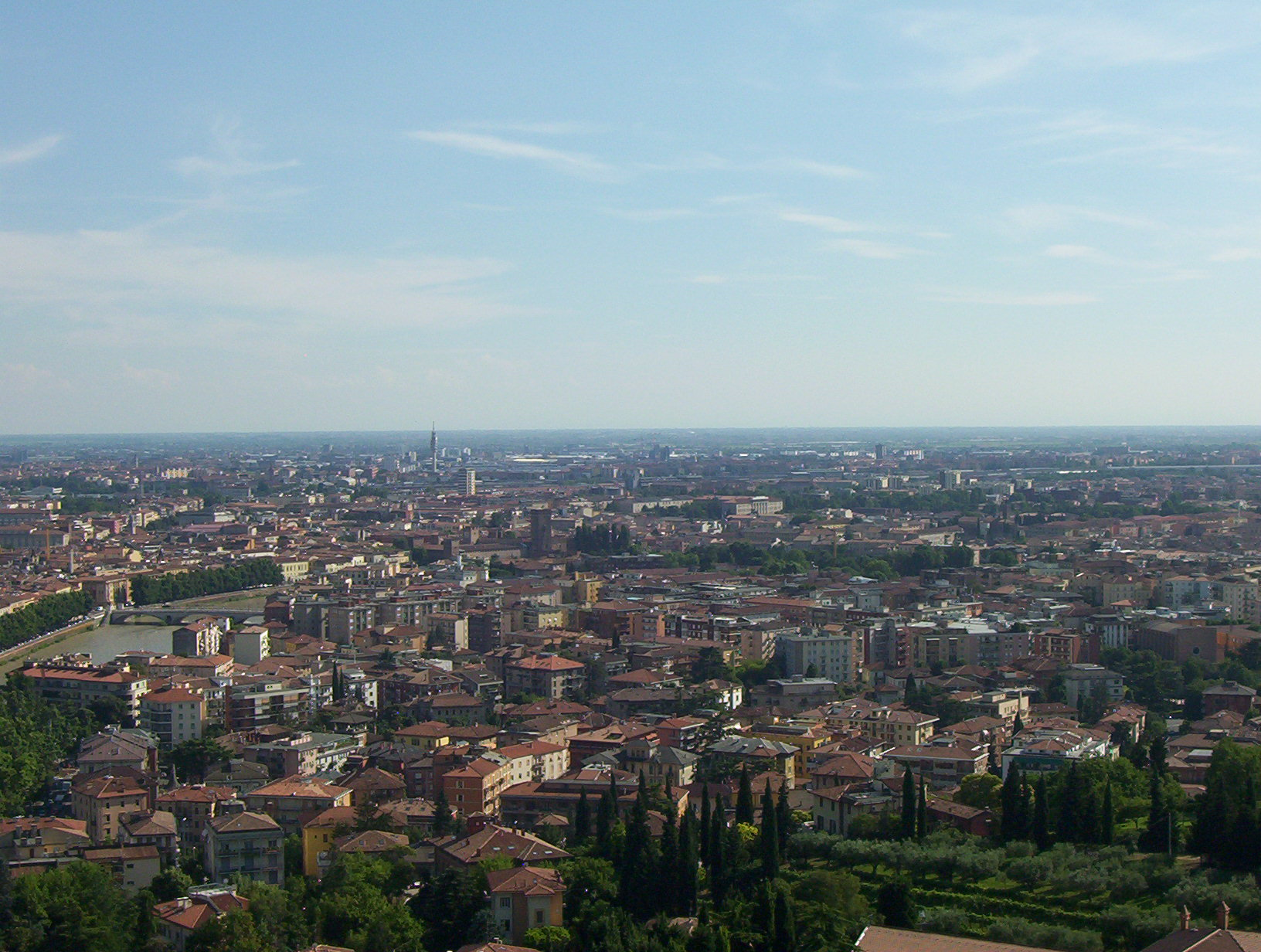
Il quartiere di Borgo Trento visto dal Forte San Leonardo

Borgo Trento, inizialmente nominato Quartiere Trento e corrispondente all'area anticamente detta della Campagnola, è un quartiere di Verona di 12 804 abitanti, che fa parte della 2ª Circoscrizione comunale, a nord, per l'appunto verso Trento. Si trova nella prima ansa del fiume Adige che lo separa dal centro storico della città a Sud e a Est e dal quartiere di Navigatori e San Zeno a Ovest mentre a Nord confina con i quartieri di Ponte Crencano, Avesa e Valdonega.
Attualmente Borgo Trento possiede due aree verdi presso l'Arsenale, sul quale si stanno esaminando progetti di riqualifica dell'intera struttura. È stata terminata la riqualificazione dei Giardini C. Lombroso e del parco giochi e dei giardini esterni all'Arsenale, compresa la famosa "vasca".

## Storia

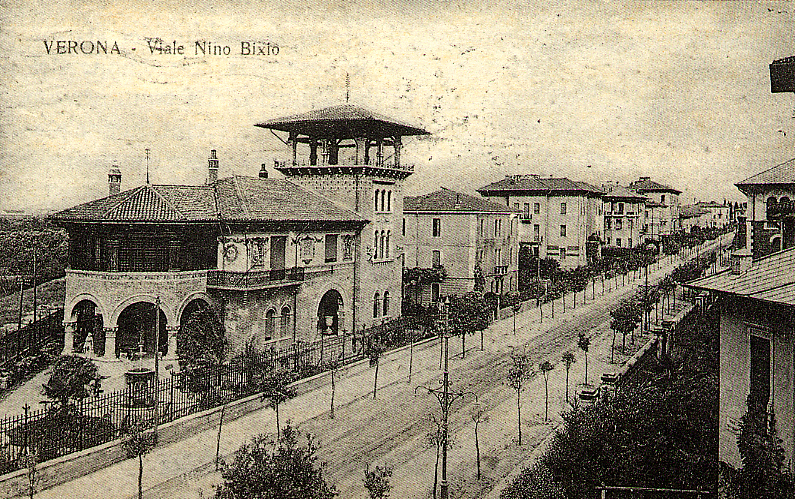
Villa Tedeschi all'incrocio tra via Nino Bixio e via dei Mille in una foto d'epoca

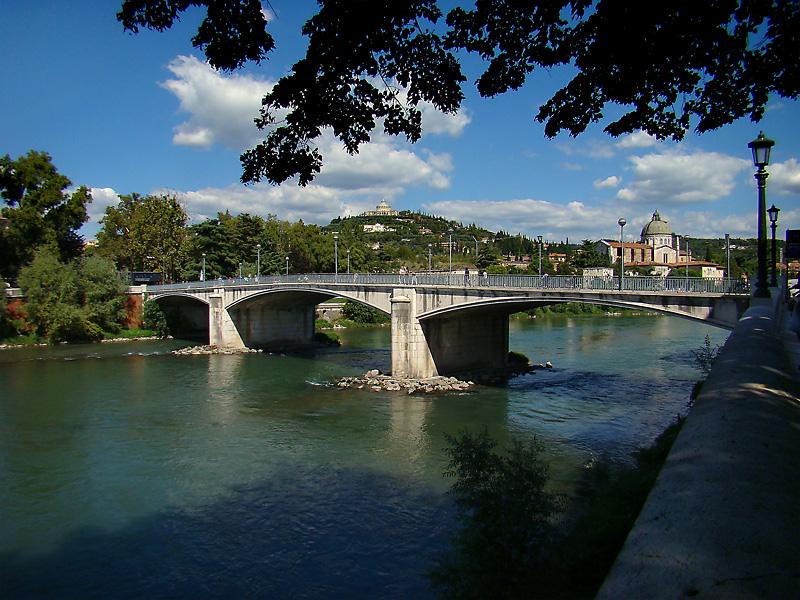
Veduta di Ponte Garibaldi con la Chiesa di San Giorgio sullo sfondo

Il territorio di Borgo Trento comincia il suo sviluppo a partire dalla metà del XIX secolo quando, durante la dominazione austriaca della città, venne costruito l'Arsenale Franz Josef I integrato nel progetto di difesa del Quadrilatero Veneto, che vedeva Verona come città fortezza anche in virtù del ruolo militare che aveva sempre coperto.
Alla fine del XIX secolo, Borgo Trento diventa anche un importante centro del servizio urbano in quanto ingresso in città della Ferrovia Verona-Caprino Veronese e del servizio di omnibus a cavalli, unici collegamenti con il Monte Baldo.
Fra il 1884 e il 1951 il quartiere ospita il capolinea settentrionale della rete tranviaria cittadina.
L'evoluzione del quartiere ricevette un forte impulso grazie ai Piani di Ampliamento degli anni venti del XX secolo, che ne determinarono l'assetto urbanistico attuale.
Dopo la Seconda guerra mondiale, contestualmente alla ricostruzione di alcune zone di Verona, si procedette all'ulteriore sviluppo del quartiere con l'occupazione di numerose porzioni di campagna che ancora coprivano l'ansa sostituendole con palazzi signorili ad uso residenziale e commerciale.
L'Ospedale Civile Maggiore, situato a Nord del quartiere, diede anch'esso un grande contributo al suo sviluppo urbanistico. In tale area fu inaugurato, nel novembre 2011, il polo chirurgico "P. Confortini" (dal nome del pioniere dei trapianti renali).

## Urbanistica

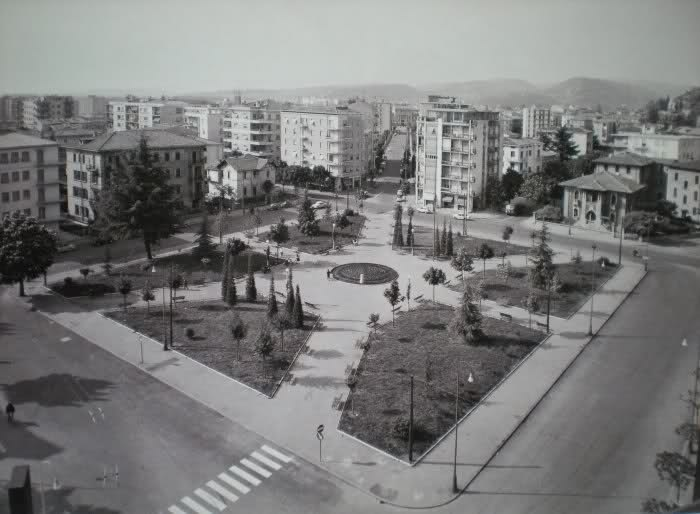
Piazza Vittorio Veneto in una foto di circa il 1960. Notare l'assenza della fontana centrale, edificata nel 1961 per festeggiare il centenario dell'Unità d'Italia.

Borgo Trento si erge su un'area pianeggiante accessibile da i Ponti Catena, Risorgimento, Castelvecchio, della Vittoria e Garibaldi. Da nord è possibile raggiungerlo attraverso Via Goffredo Mameli e il Lungadige Attiraglio. La pianta si dispone principalmente su linee perpendicolari tagliate in obliquo da due strade principali: Via Quattro Novembre e Via Ventiquattro Maggio che formano una linea retta tra Ponte della Vittoria e l'Ospedale Civile Maggiore. Al centro si trova Piazza Vittorio Veneto, recentemente ristrutturata, decorata da una piccola area verde e da una fontana commemorativa dell'omonima battaglia, in questa piazza sorge anche la chiesa più frequentata del quartiere quella di: San Pietro Apostolo. Caratteristica interessante sono le numerose vie alberate. 
Vari sono le ville e i palazzi in stile liberty, realizzate da architetti tra i quali Ettore Fagiuoli: si ricordano Villa Tedeschi-Tosadori in Via Bixio, villa Lambranzi, villa Beghini, casa Pacini, villino Bassani, villa Brugnoli, villa Fornelli, villa Vozza, villa Quartaroli, palazzo Bachbauer Canella (dove visse Giulio Canella), palazzo Pretato, villino Ribali, villa Cipriani, palazzo Roi, villa Basevi, villa Bresciani, villa Tondini, villa Battei, villa Gelmetti, villa Manzini, palazzo Gnecchi e palazzo Radaelli.
Vi sono presenti molti luoghi all'aria aperta. I più frequentati sono: l'Arsenale, Giardini Pertini, Lungadige di San Giorgio e il parchetto di Via Cesare Abba